# Montes Taurus

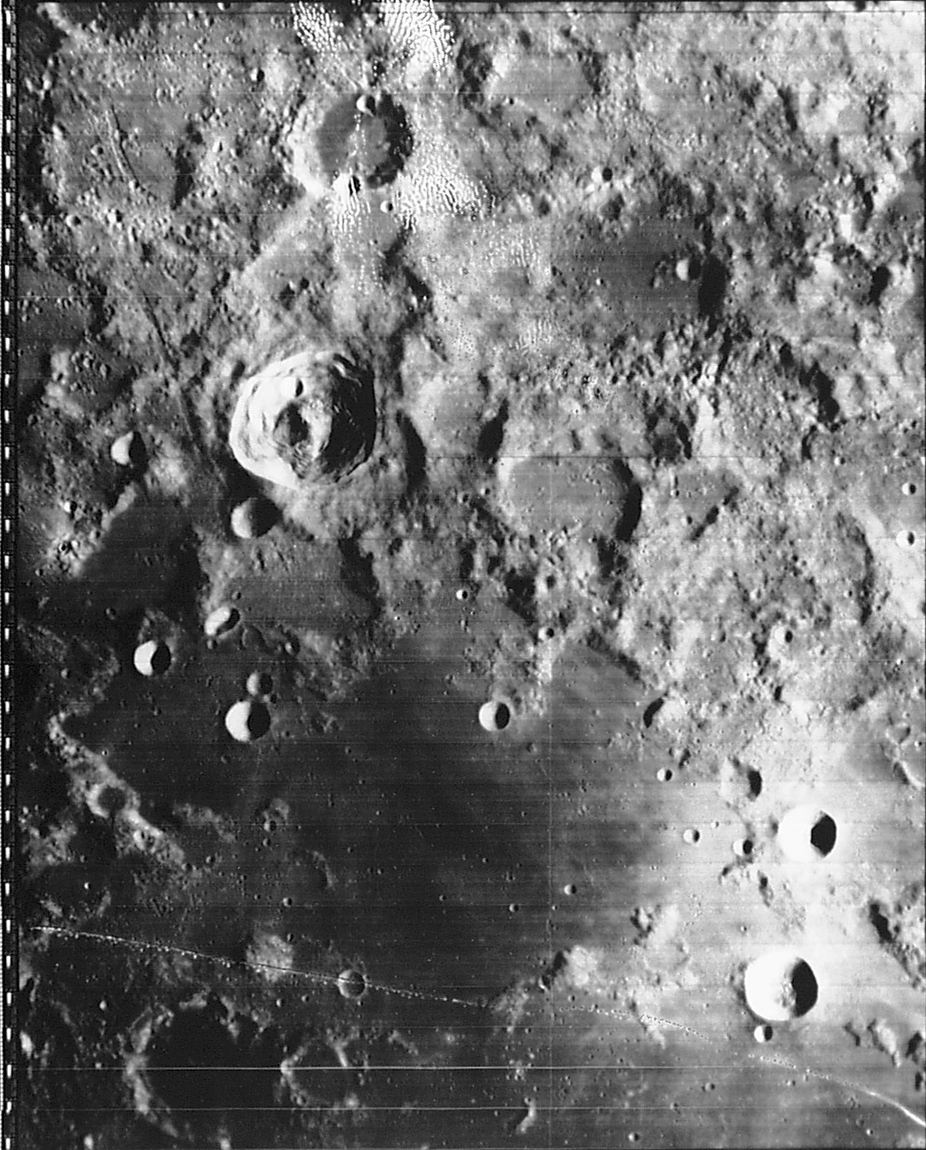
Montes Taurus (nahoře). Šedá plocha dole je záliv Sinus Amoris.

Montes Taurus je hornatá oblast na přivrácené straně Měsíce severně od Sinus Amoris (Záliv lásky) a výrazného kráteru Römer a jižně od východní části Lacus Somniorum (Jezero snů). Rozkládá se na ploše o průměru přibližně 170 km. Střední selenografické souřadnice jsou 27,3° S, 40,3° V.
Na ploše hornaté oblasti se nachází mnoho (zejména satelitních) kráterů. V severovýchodní části leží kráter Newcomb.
Pahorkatinu křižuje i několik brázd, například Rimae Römer a Rimae Chacornac.

## Název
Montes Taurus pojmenoval gdaňský astronom Johannes Hevelius podle pohoří Taurus ležícího na území dnešního Turecka (dříve Osmanské říše).

## Expedice
V údolí Taurus-Littrow přistála americká expedice Apollo 17. V kráteru Le Monnier na západním okraji pohoří přistála sovětská sonda Luna 21, která zde vyložila vozítko Lunochod 2.